# De Sittermodel
Het De Sittermodel, ontwikkeld door en genoemd naar de Nederlandse natuurkundige Willem de Sitter, is een model van de algemene relativiteitstheorie dat wordt gekenmerkt door een positieve kosmologische constante en verwaarloosbaar weinig materie. In dit model groeit het heelal exponentieel.
Voor kosmologen was dit een aanlokkelijk model, omdat het een expanderend heelal toont zonder dat het de singulariteit van een Big Bang heeft. Als model van het echte heelal voldoet het echter niet. De invloed van de materie neemt namelijk toe naarmate het heelal kleiner wordt, terwijl dat van de kosmologische constante gelijk blijft. Zelfs de kleinste hoeveelheid materie laat dus het De Sitter model niet meer geldig zijn indien maar ver genoeg in de tijd wordt teruggegaan.
Desondanks is het De Sittermodel niet helemaal 'dood'. Het vormt namelijk waarschijnlijk een goede benadering voor de evolutie van het heelal in de tijd van de kosmische inflatie, en ook in de verre toekomst.